# 滨江街道 (松原市)
滨江街道，是中华人民共和国吉林省松原市宁江区下辖的一个乡镇级行政单位。

## 行政区划
滨江街道下辖以下地区：
青松社区、新世纪社区、青年社区、班芙社区、滨江嘉园西社区和滨江嘉园东社区。